# Runnin’ Wild (Album)
Runnin’ Wild ist das erste Studioalbum der australischen Rockband Airbourne, das im Juni 2007 erschien.

## Entstehung und Veröffentlichung
Nach den positiven Resonanzen auf die 2004 veröffentlichte Debüt-EP Ready to Rock rückte Airbourne immer mehr in das Interesse der Öffentlichkeit. So spielte sie unter anderem als Vorband für die Rolling Stones und für die Mötley Crüe. Aufgrund der gestiegenen öffentlichen Wahrnehmung zeigten mehrere Plattenfirmen Interesse, die Band unter Vertrag zu nehmen. Die Band unterzeichnete für ihr erstes Studioalbum einen Plattenvertrag bei Capitol Records. Zum Ende der Studioaufnahmen wurde Capitol Records zu 75 % von der Virgin Group übernommen und ein Großteil der Bands verloren ihren Plattenvertrag, so auch Airbourne. Mit einem fertigen Album ging sie auf die Suche nach einer neuen Plattenfirma, die in Roadrunner Records gefunden wurde.
Die Erstveröffentlichung von Runnin’ Wild erfolgte am 25. Juni 2007 bei den Musiklabels EMI Music und Roadrunner Records in Australien. Weltweit erschien das Album im Januar 2008. Das Album erschien in seiner Originalausführung als CD und Download mit elf Titeln. Am gleichen Tag erschien ein digitale Deluxeausführung mit sechs Bonustiteln. Die Standardausführung erschien weltweit in verschiedenen Versionen, sie sich durch den letzten Titel unterscheiden, so ist auf der australischen Version das Lied Let’s Ride, der japanischen Version das Lied Dirty Angel und der weltweiten Ausführen Hellfire zu finden. Zusätzlich wurde im September 2008 eine Version des Albums veröffentlicht, die mit einem Pappschuber mit neuem Cover und einer Bonus-DVD aufwartet. Auf der DVD sind ein Livemitschnitt des Auftrittes vom Wacken Open Air 2008 sowie die Musikvideos zu den bisherigen Singles enthalten.
Nach drei Monaten Vorbereitungszeit ging die Band ins Studio, um mit den Proben zu beginnen. Einen Großteil der Stücke hatte die Gruppe bereits fertig und auch bei Liveauftritten gespielt, weshalb nur wenige neue Stücke komponiert werden mussten. Geschrieben wurden alle Lieder gemeinsam von den beiden Airbourne-Mitgliedern Joel und Ryan O’Keeffe. Für die Produktion aller Lieder zeichnete alleine Bob Marlette verantwortlich. Die Abmischung erfolgte durch Andy Wallace. Die Aufnahmen fanden in Los Angeles statt, wohin die Bandmitglieder vorübergehend ihren Wohnsitz verlegt hatten, diese dauerten etwa drei Monate an.

## Titelliste
1. Stand Up for Rock ’n’ Roll (4:01) (Joel O’Keeffe, Ryan O’Keeffe)
2. Runnin’ Wild (3:38) (O’Keeffe, O’Keeffe)
3. Too Much, Too Young, Too Fast (3:42) (O’Keeffe, O’Keeffe)
4. Diamond in the Rough (2:54) (O’Keeffe, O’Keeffe)
5. Fat City (3:26) (O’Keeffe, O’Keeffe)
6. Blackjack (2:42) (O’Keeffe, O’Keeffe)
7. What’s Eatin’ You (3:36) (O’Keeffe, O’Keeffe)
8. Girls in Black (3:16) (O’Keeffe, O’Keeffe)
9. Cheap Wine & Cheaper Women (3:10) (O’Keeffe, O’Keeffe)
10. Heartbreaker (3:56) (O’Keeffe, O’Keeffe)

### Regionale Bonustitel
Bonustitel (Australien 2007)
1. Let’s Ride (3:28) (O’Keeffe, O’Keeffe)

Bonustitel (Weltweit 2008)
1. Hellfire (2:19) (O’Keeffe, O’Keeffe)

Bonustitel (Japan)
1. Dirty Angel (2:33) (O’Keeffe, O’Keeffe)

### Bonustitel (Download/Special Edition)
1. Heads Are Gonna Roll (3:52) (O’Keeffe, O’Keeffe)
2. Dirty Angel (2:33) (O’Keeffe, O’Keeffe)
3. Hotter than Hell (4:03) (O’Keeffe, O’Keeffe)
4. Red Dress Woman (3:09) (O’Keeffe, O’Keeffe)
5. Stand & Deliver (4:24) (O’Keeffe, O’Keeffe)

## Singleauskopplungen
Die Lieder Diamond in the Rough, Too Much, Too Young, Too Fast und Runnin’ Wild wurden jeweils als Single veröffentlicht. 

## Kommerzieller Erfolg

### Chartplatzierungen
| ChartsChartplatzierungen       | Höchstplatzierung | Wochen |
| ------------------------------ | ----------------- | ------ |
| Australien (ARIA)              | 21 (4 Wo.)        | 4      |
| Deutschland (GfK)              | 27 (9 Wo.)        | 9      |
| Österreich (Ö3)                | 59 (4 Wo.)        | 4      |
| Schweiz (IFPI)                 | 49 (5 Wo.)        | 5      |
| Vereinigte Staaten (Billboard) | 106 (2 Wo.)       | 2      |
| Vereinigtes Königreich (OCC)   | 62 (1 Wo.)        | 1      |

### Auszeichnungen für Musikverkäufe
| Land/Region                  | Auszeichnungen für Musikverkäufe (Land/Region, Auszeichnung, Verkäufe) | Verkäufe |
| ---------------------------- | ---------------------------------------------------------------------- | -------- |
| Neuseeland (RMNZ)            | Gold                                                                   | 7.500    |
| Vereinigtes Königreich (BPI) | Silber                                                                 | 60.000   |
| Insgesamt                    | 1× Silber · 1× Gold ·                                                  | 67.500   |